# Шар
Шар (Орб, кугла са крстом, лат. Globus cruciger) је кугла на чијем врху се налази крст, хришћански симбол ауторитета који се користио у средњем веку а може се и данас наћи на новчићима, иконографији и међу краљевским симболима. Симболизује Христову владавину (крст) над светом (кугла, као глобус). Приказ Христа који у својој руци држи куглу са крстом, у европској иконографији је познат као Христ Спаситељ (лат. Salvator Mundi).

## Порекло
Сликовни приказ држања света у руци, или чак свет стављен пред нечије ноге, је јасна порука која се још од антике сретала међу паганима. Грађани Рима су били упознати са приказом света или свемира као кугле, и царском влашћу или заштитом над њим; на пример, на новчићу из 4. века цара Константина Првог, приказан је он како у руци држи глобус, а на новчићу из 2. века цара Хадријана, приказан је римски бог Салус како држи глобус под стопалом.
Са растом утицаја хришћанства у Римском царству у 5. веку, на куглу је додат крст, симболишући Христову власт над светом. Симболично, цар је у руци држао куглу са крстом, у име и као представник Христа. Такође, за не-хришћанске поданике царства, којима је кугла у царевој руци већ била позната као симбол царске власти, додавање крста на куглу је означавало победу хришћанства у царству. 

## Историја
Симбол се први пут среће почетком 5. века, или на полеђини новчића цара Аркадија, или 423. на полеђини новчића цара Теодосија Другог. 
У средњовековној иконографији, величина неког облика означавало је његов значај у односу на објекте који су га окруживали. Кугла је била приказивана као мала а цар, или духовно биће као велико, како би се нагласио однос тих елемената. 
Кугла са крстом је приказивана уз моћне владаре, као и уз духовна бића; украшавала је слике краљева и царева, као и арханђела. Папство, поседујући свеобухватну канонску власт, а у средњем веку у једном тренутку бивајући чак и ривал цара Светог римског царства, такође је задржало овај симбол на врху папске тијаре. 
Крунисана кугла је била у општој употреби као крајњи облик западњачких круни. Може се и данас видети на грбовима савремених европских монархија. Чак и у савременој Енглеској, Суверенова кугла представља државу али и Цркву Енглеске, која је под заштитом и влашћу краљевске круне.

## Галерија
- Римски новчић Антинијанус који приказује Carinus који држи pilum и глобус.
- Кугла са крстом на новчићу цара Леонтија (око 705. г.)
- Царска кугла Светог римског царства немачког народа.
- Симболи Руске монархије.
- Симболи царске Аустрије.
- Британска Суверенова кугла.
- Данска кугла са крстом, као симбол данске монархије.
- Карло Велики.
- Цар Фридрих I Барбароса.
- Сигисмунд, цар Светог римског царства.
- Хералдичка кугла са крстом.
- Кугла са крстом као грб (на штиту).